# مرعیان
مرعیان (به عربی: مرعیان) یک منطقهٔ مسکونی در سوریه است که در استان ادلب واقع شده‌است. مرعیان ۲٬۲۷۴ نفر جمعیت دارد.